# 上川立駅
上川立駅（かみかわたちえき）は、広島県三次市上川立町にある、西日本旅客鉄道（JR西日本）芸備線の駅である。

## 歴史
- 1915年（大正4年）4月28日：芸備鉄道開業と同時に川立駅（かわたちえき）として設置[2]。
- 1937年（昭和12年）7月1日：芸備鉄道買収により国有化[2]。同時に上川立駅（かみかわたちえき）に改称する[2]。
- 1960年（昭和35年）10月1日：貨物の取り扱いを廃止[2]。
- 1971年（昭和46年）12月20日：直営駅から無人駅（簡易委託駅）となる[3][4]。荷物扱い廃止[5]。
- 1987年（昭和62年）4月1日：国鉄分割民営化により西日本旅客鉄道（JR西日本）に継承[2]。
- 2018年（平成30年）7月6日：豪雨災害により営業休止。
- 2019年（平成31年・令和元年）
  - 4月4日：三次駅 - 中三田駅間で暫定的に運転再開[6]。
  - 10月1日：簡易委託を解除。この日より終日無人駅となる。

## 駅構造
広島方面に向かって右側に単式ホーム1面1線を持ち、列車の行き違いの出来ない地上駅（停留所）である。かつては交換設備を有していた。便所は設置されていない。
駅舎は生活品センター（商店）、川立簡易郵便局と合築である。以前は農協も併設されていた。
三次鉄道部が管理する無人駅である。2019年9月30日までは簡易委託駅で、回数券のみ生活品センターで発券していた。

## 利用状況
1日平均の乗車人員は以下の通り。
| 年度                | 1日平均 乗車人員 | 出典   |
| ------------------- | ---------------- | ------ |
| 2002年（平成14年）  | 54               | [ 8 ]  |
| 2003年（平成15年）  |                  |        |
| 2004年（平成16年）  |                  |        |
| 2005年（平成17年）  |                  |        |
| 2006年（平成18年）  |                  |        |
| 2007年（平成19年）  |                  |        |
| 2008年（平成20年）  |                  |        |
| 2009年（平成21年）  |                  |        |
| 2010年（平成22年）  |                  |        |
| 2011年（平成23年）  | 20               | [ 9 ]  |
| 2012年（平成24年）  | 19               | [ 9 ]  |
| 2013年（平成25年）  | 24               | [ 9 ]  |
| 2014年（平成26年）  | 26               | [ 9 ]  |
| 2015年（平成27年）  | 32               | [ 9 ]  |
| 2016年（平成28年）  | 28               | [ 9 ]  |
| 2017年（平成28年）  | 26               | [ 9 ]  |
| 2018年（平成30年）  | 19               | [ 9 ]  |
| 2019年（令和 元年） | 19               | [ 9 ]  |
| 2020年（令和02年）  | 21               | [ 10 ] |
| 2021年（令和03年）  | 27               | [ 11 ] |

## 駅周辺
- 三次市立川地中学校
- 三次市立川地小学校
- 国道54号
- 広島県道37号広島三次線
- 江の川

## 隣の駅
西日本旅客鉄道（JR西日本）
 芸備線
■快速「みよしライナー」
通過
■普通
志和地駅 - 上川立駅 - 甲立駅